# Kristjanita
La kristjanita (kristjánite en anglès) és un mineral de la classe dels sulfats. Rep el nom del professor Kristján Jónasson, qui va trobar les mostres analitzades on s'hi va descobrir aquesta espècie.

## Característiques
La kristjanita és un sulfat de fórmula química KNa₂H(SO₄)₂. Va ser aprovada com a espècie vàlida per l'Associació Mineralògica Internacional l'any 2023, i publicada l'any següent. Cristal·litza en el sistema monoclínic. Químicament és un mineral relacionat amb la ivsita.
L'exemplar que va servir per a determinar l'espècie, el que es coneix com a material tipus, es troba conservat a les col·leccions de l'Institut islandès d'història natural, a Garðabær (Islàndia), amb el número de catàleg: 24468.

## Formació i jaciments
Va ser descoberta al cràter Magni, a la fumarola Fimmvörðuháls, a la localitat de Rangárþing eystra (Suðurland, Islàndia). Aquest volcà islandès és l'únic indret de tot el planeta on ha estat descrita aquesta espècie mineral. Forma cristalls transparents incolors de fins a 100 μm de mida en agregats compactes amb metathenardita, belomarinaïta, aftitalita, ivsita i un mineral desconegut amb composició provisional K₂NaH(SO₄)₂. També se'n troba formant glòbuls blancs.